# Tv-serie
En tv-serie er en række sammenhængende tv-programmer. En tv-serie består af en eller flere sæsoner, der igen består af et antal afsnit. Afsnit og sæsoner kan have en sammenkædet handling, såvel som de alle kan være handlingsmæssigt separeret. Tv-serier optager sammen med nyhedsudsendelser og film en betydelig del af mange tv-stationers sendeflade. På mange kanaler er serier suppleret med reklamer før, under og efter udsendelsen, og derfor er seertallet afgørende for en series overlevelse.

## Overblik

### Genrer
Almindeligvis bruges begrebet tv-serie om forskellige fiktionsgenrer som dramaserier, sæbeoperaer, sitcoms eller mini-serier, men serieformen er generelt meget udbredt inden for tv-mediet. Serieformatet benyttes således også til mange faktaprogrammer, nyhedsudsendelser, talkshows etc., omend disse genrer i daglig tale normalt ikke betegnes som tv-serier.
- Sæbeopera
- Dokumentar
- Filmmagasin
- Mini-serie
- Krimi
- Spænding
- Science-fiction
- Komedie

Ofte spænder en tv-serie over flere kategorier, og kan derfor tage navn efter begge. For eksempel en dokusoap eller en kriminaldokumentar.

### Format
Amerikanske tv-serie-afsnit er typisk omkring 22 minutter for sit-coms og 42-43 minutter for dramaserier, eller hhv. en halv og en hel time inkl. reklamer. Tv-serier udvikler med tiden er særligt kendetegnende format, der vil være gennemgående for majoriteten af seriens afsnit. Der kan være tale om tidspunktet for hvornår titelskærmen præsenteres, eller en særlig skabelon for hvordan historien fortælles. Alias markerede sig eksempelvis ved at have en titelskærm, der kom meget sent i afsnittet. Af og til tæt på 20 minutter var gået af afsnittet. Til sammenligning er eksempelvis The Simpsons stort set altid i begyndelsen af episoden. Mange sit-coms åbner desuden med en kort introduktion på godt et minut, inden titelskærmen. Sådan er det blandt andet set i Kongen af Queens og Two and a Half Men.

## Produktion
Den almindelige, amerikanske model for udvikling af en tv-serie starter med at skaberen eller skaberne, udvikler konceptet, figurerne og eventuelt skriver et screenplay til pilotafsnittet. Han/hun finder også holdet og skuespillerne. Herefter udbydes det til diverse tv-selskaber, for at finde en der er interesseret i at bestille en prototype ("pilot"). Pilotafsnittet er ikke nødvendigvis det første afsnit der sendes i tv.
For overhovedet at fremstille pilotafsnittet skal hele seriens struktur og team sammensættes og fungerer. Hvis selskabet finder piloten brugbar, accepterer de at sende den i en af deres kommende sæsoner. Det kan ske at de forespørger omskrivninger eller helt dropper serien, hvilket vil påkræve skaberen/skaberne at forsøge at sælge det til andre selskaber. Mange serier når aldrig udover pilotstadiet.
Hvis serien får grønt lys ansættes en stab af forfattere, og tv-kanalen vil bestille et givent antal afsnit af serien. Undervejs kan kanalen vælge at forny bestillingen med flere afsnit og sæsoner. Skuffer serien derimod, målt på seertal, kan stationen vælge at tage den af sendefladen, ofte også medførende en komplet nedlukning af serien. Det er dog ikke uset at protester fra eksisterende fanskare er så stor, at en serie genåbnes efter nedlukning, som det eksempelvis var tilfældet med Jericho.
Det er en almen misforståelse, at tro at afsnittene af en tv-serie laves på kun en uge. Ofte er et afsnit påbegyndt mange måneder før det udsendes i tv, og det er ganske normalt at afsnit på forskellige stadier produceres simultant, for at overholde deadlines.
Produktionen af tv-serier varierer fra land til land.

## Broadcasting
Udsendelse af en tv-series afsnit sker typisk med en uges mellemrum, omend der er af forskellige grund kan være korte, såvel som lange, pauser imellem. Tv-serier opdeles i sæsoner, der igen opdeles i afsnit. Antallet af afsnit i en sæson kan variere, men består i USA typisk af 6 til 22 afsnit.
Et afsnits succes måles på en såkaldt Nielsen Rating-system.

## Dansk tv
(Gå videre til en stor liste med  Danske tv-serier ved at klikke her!)
Meget dansk tv er baseret på koncepter fra udlandet, bl.a. Hvem vil være millionær?, men der er også frembragt succesrige danskudviklede serier, herunder, hvoraf flere også huserer i udlandet:
- Matador
- Huset på Christianshavn
- Taxa
- Rejseholdet
- Nikolaj og Julie
- Krøniken
- Langt fra Las Vegas
- Klovn
- Ørnen
- Forbrydelsen
- Forbrydelsen II
- Forbrydelsen III
- Borgen
- Lykke
- Borgen II
- Lykke II

## Amerikansk tv
Meget amerikansk tv produceres i Hollywood, eller med tilknytning dertil. X-Files og Beverly Hills 90210 var blandt 1990'ernes mest populære serier fra Hollywood, mens The Simpsons er en af de animerede serier der har kørt længst. Blandt 2000'ernes mest sete serier på verdensplan er C.S.I. og CSI: Miami, men også The 4400, 24 Timer, Heroes og NCIS  oplevede mærkbar succes.
Siden Hvem vil være millionær? fra omkring årtusindskiftet oplevede ABC ikke betydelig succes, noget der først vendte for dem da J.J. Abrams og Damon Lindelof i 2004 skabte Lost, og yderligere da netværket kort tid efter introducerede Desperate Housewives. Begge serier der blev succes på verdensplan, og placerede sig blandt de mest sete serier i verden. I 2005 tilføjede ABC Grey's Anatomy til sendefladen.
I 2007 og 2008 opstod en strejke mellem Alliance of Motion Picture and Television Producers og Writers Guild of America – konsekvensen var adskillige seriers aflysning, og de overlevende fik en pausering. Strejken havde angiveligt omkostninger for over en milliard dollars.

## Newzealandsk tv
Mordene i Brokenwood (originaltitel: The Brokenwood Mysteries) er en new zealandsk tv-detektiv dramaserie, der havde premiere på New Zealands tv-kanal Prime i 2014, og siden er blevet vist i flere lande. Første episode i første sæson blev vist i 2015 på DR. I 2022 var DR i gang med at vise den femte sæson af serien.

## Filmatisering
Det er ikke uset at succesfulde tv-serier enten under eller efter seriens originale sendeperiode, får tilknyttet en fuldlænge film til sit franchise. En af længere ventede film var The Simpsons Movie fra 2007, men også Sex and the City tilegnede sig stor opmærksomhed med sin filmpremiere i 2008.
Film og filmserier suppleres af og til også med en eller sågar flere tv-serier, som det eksempelvis er set med Star Wars-franchiset.
One Tree Hill var oprindeligt tiltænkt som værende en spillefilm, men det blev senere besluttet at lave en serie i stedet.

## Fodnoter
1. ↑  Kategori:Afslåede tv-serier
2. ↑  bgarrettnz (28. september 2014). "The Brokenwood Mysteries (TV Series 2014– )". IMDb. Arkiveret fra originalen 29. april 2015. Hentet 29. august 2015.
3. ↑  Mordene i Brokenwoord. Hentet 6. december 2022.